# Múscul extensor propi de l'índex
El múscul extensor propi de l'índex (musculus extensor indicis), o extensor propi del dit índex, és un múscul prim i allargat, localitzat a la part posterior de l'avantbraç. En fer el seu recorregut, corre paral·lel a l'extensor llarg del polze, i medialment a aquest.
L'extensor propi de l'índex estén el dit índex, i assisteix en l'ampliació (flexió dorsal) del canell i les articulacions mediocarpianes.
Com que el dit índex i el dit petit tenen extensors separats, aquests dits es poden moure de manera més independent que els altres dits.

## Imatges addicionals

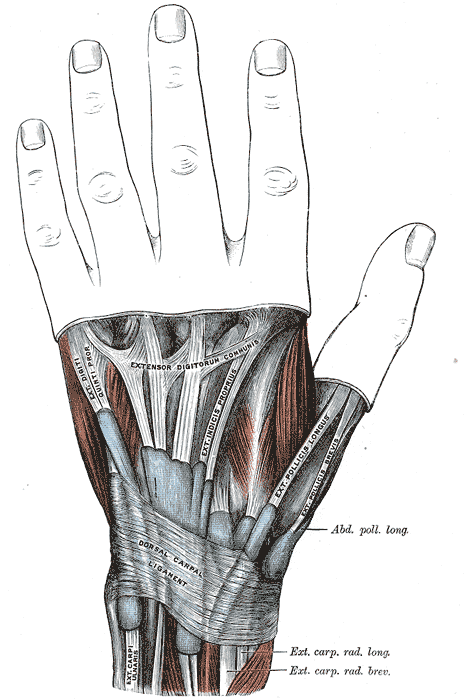
Beines mucoses dels tendons en la part posterior del canell.
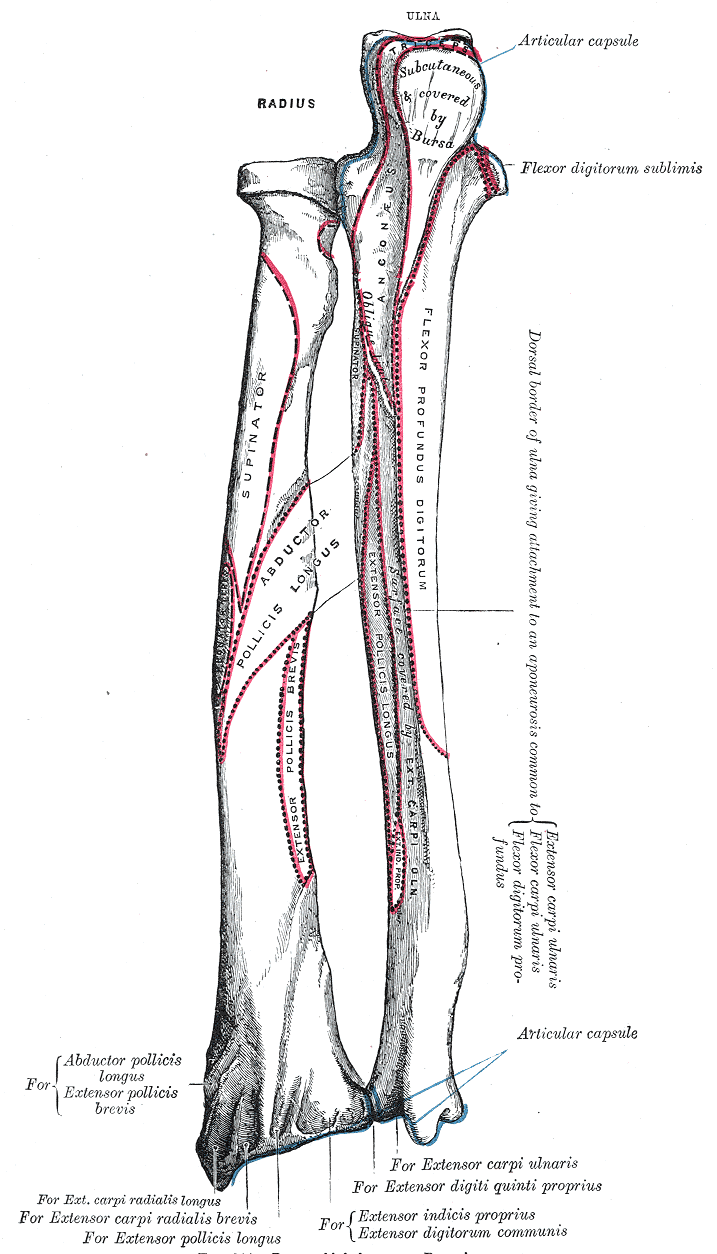
Cara posterior dels ossos de l'avantbraç esquerre.
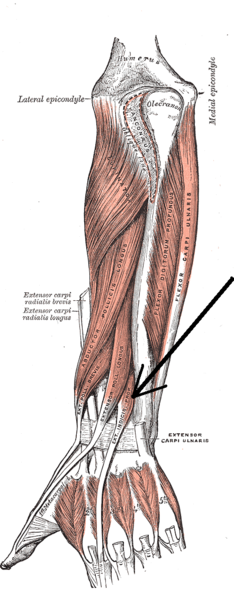
Superfície posterior de l'avantbraç. Músculs profunds.
Secció transversal a nivell del canell i els dits.

- Disseccions on es poden observar músculs de la mà,i el múscul extensor propi de l'índex.

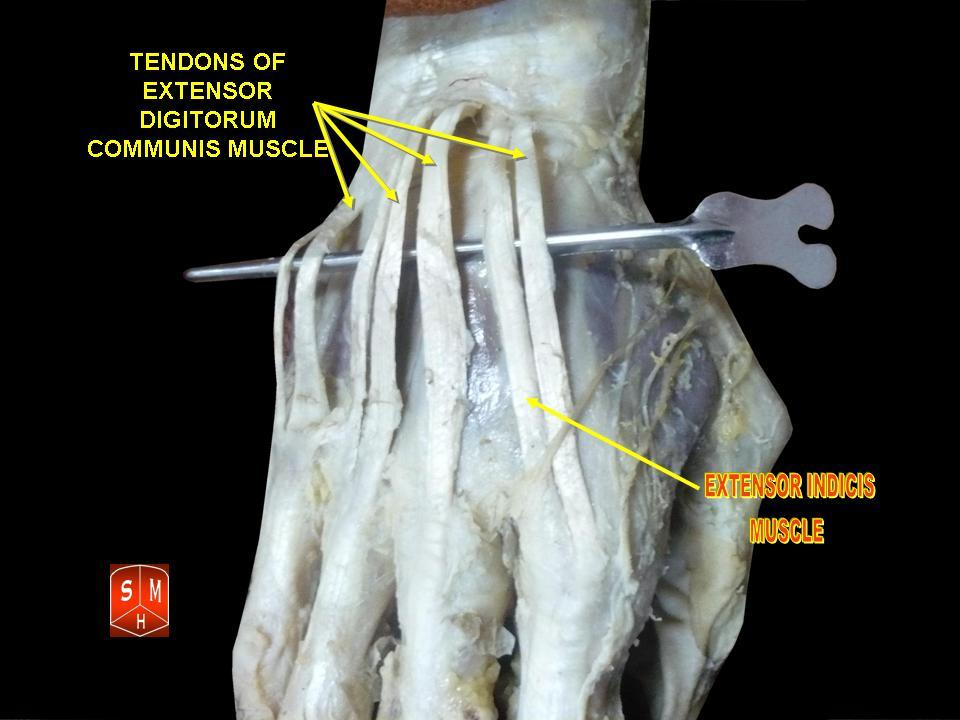
E
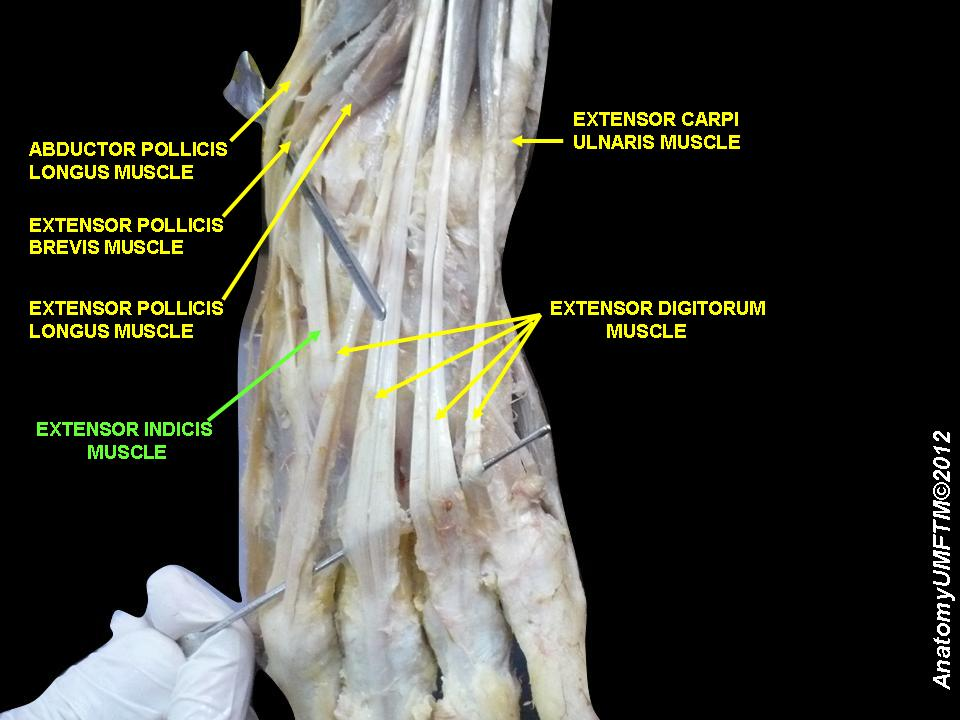
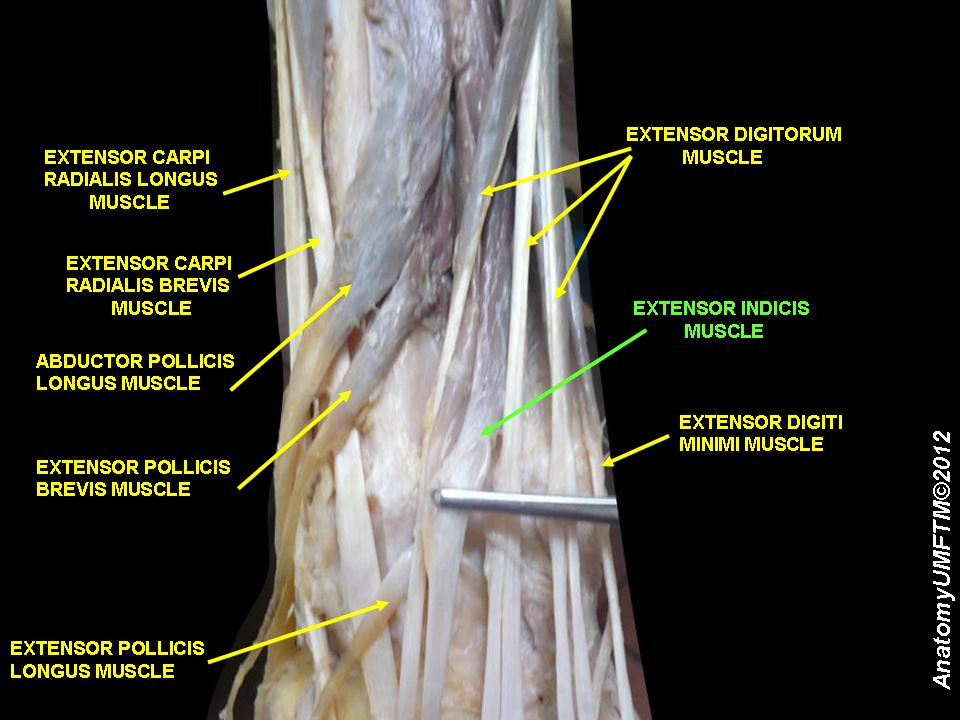
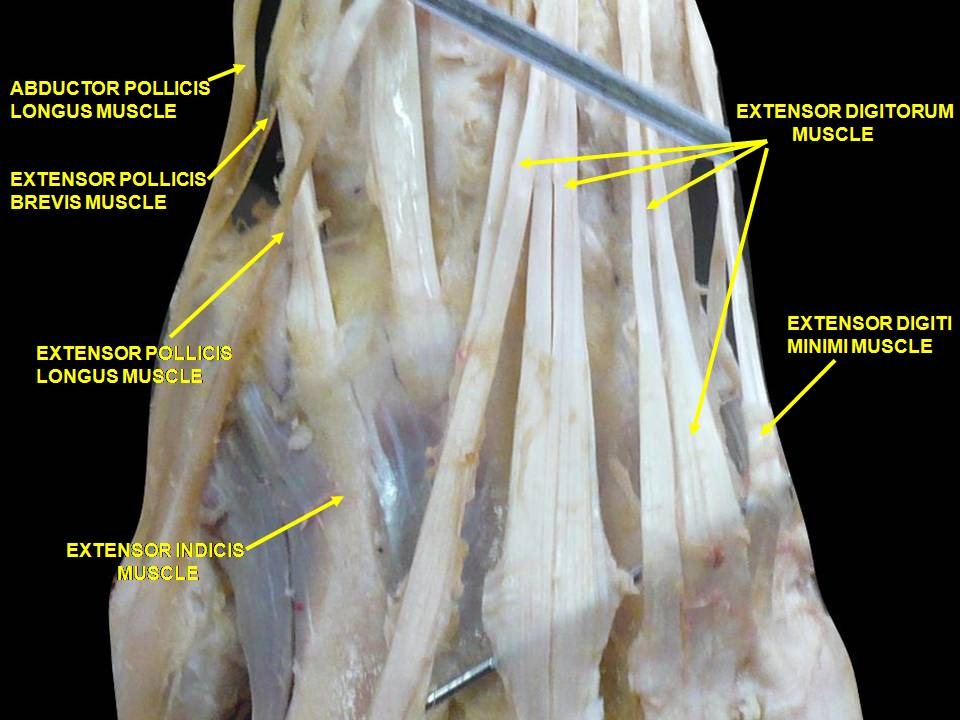